# Logik
Logik (fra græsk logos (λόγος) = ord, sprog, fornuft) er tankemæssig sammenhæng eller tankemæssig følgerigtighed. Hvis der er en tankemæssig sammenhæng mellem to udsagn, som en person præsenterer, så er der tale om logik i det, vedkommende siger. Vedkommende taler logisk. Hvis der omvendt ikke er en tankemæssig sammenhæng mellem de to udsagn, så taler vedkommende ulogisk.
Logik bruges om sammenhæng mellem udsagn, ikke om enkelte udsagn. Et udsagn som "Mennesket er født godt" er hverken logisk eller ulogisk (Det er måske sandt eller usandt). Der er først tale om logik (eller manglende logik), når der optræder mindst to udsagn. Der er en logisk sammenhæng mellem de to udsagn "Mennesket er født godt" og "Menneskets godhed skyldes medfødte træk". Der er derimod ikke en logisk sammenhæng mellem de to udsagn "Mennesket er født godt" og "Menneskets ondskab skyldes medfødte træk". En person, der præsenterer begge disse udsagn, gør sig skyldig en logisk selvmodsigelse.
Logik er endvidere betegnelsen for den filosofiske disciplin, der undersøger logik. Denne disciplin undersøger blandt andet reglerne for, hvordan man slutter korrekt fra nogle udsagn (præmisser) til andre udsagn (konklusioner). Eller sagt på en anden måde: Disciplinen undersøger, hvilke konklusioner der med logisk nødvendighed følger af bestemte præmisser.
Disciplinen logik bruges blandt andet i datalogi.

## Argumenter
Centralt i logik er studiet af argumenter (der selv former disciplinen Argumentationsteori). En udbredt form for argument er syllogismen: et argument, der består af to præmisser (begrundelser) og en konklusion (påstand). Et eksempel på en syllogisme er følgende argument:
- Præmis: Alle københavnere er danskere.
- Præmis: Peter er københavner.
- Konklusion: Peter er dansker.

Der sluttes her korrekt fra præmisser til konklusion.
I en syllogisme er der kun to præmisser. Der findes imidlertid andre argumentformer, hvor der er flere præmisser. Inden for jura benyttes der som regel mange præmisser i forbindelse med en domsafsigelse i en ret (f.eks. landsretten). Dommen (som indledes med ordene "Thi kendes for ret") er konklusionen i et omfattende argument. "Dommens præmisser" er en opregning af de forhold, som retten bruger til at begrunde dommen.

## Gyldighed
Et argument siges at være gyldigt, når der er et sådant forhold mellem præmisser og konklusion, at hvis præmisserne er sande, så må konklusionen også være sand. Argumentet om Peter kan igen bruges som eksempel:
- Præmis: Alle københavnere er danskere.
- Præmis: Peter er københavner.
- Konklusion: Peter er dansker.

Dette argument er gyldigt; for hvis det er sandt, at alle københavnere er danskere, og hvis det er sandt, at Peter er københavner, så er Peter dansker. Konklusionen følger med logisk nødvendighed af præmisserne.
Hvis det forholder sig sådan, at Peter i virkeligheden ikke er københavner, men århusianer, så er argumentet stadig gyldigt. For argumentets gyldighed afhænger ikke af, om de enkelte udsagn er sande. Når et argument skal vurderes som gyldigt, så er de enkelte udsagns sandhedsværdi (om de er sande eller falske) ligegyldig. Det afgørende er, at der er et sådant forhold mellem præmisser og konklusion, at hvis præmisserne er sande, så må konklusionen være sand.
Et argument er ugyldigt, hvis der ikke er et sådant forhold mellem præmisser og konklusion, at hvis præmisserne er sande, så må konklusionen være sand. Et eksempel på et ugyldigt argument er dette:
- Præmis: De fleste kvinder er forfængelige.
- Præmis: Hanne er en kvinde.
- Konklusion: Hanne er forfængelig.

Heller ikke argumentets ugyldighed afhænger af, om de enkelte udsagn er sande, f.eks. udsagnet "De fleste kvinder er forfængelige". Det afgørende er, at der ikke er et sådant forhold mellem præmisser og konklusion, at hvis præmisserne er sande, så må konklusionen være sand. I den første præmis siges der, at de fleste kvinder er forfængelige. Der siges ikke, at alle kvinder er forfængelige. Man kan ikke ud fra de to præmisser slutte sig til, at Hanne er en af de kvinder, der er forfængelige. Konklusionen følger ikke med logisk nødvendighed af præmisserne.

## Holdbarhed
Et argument siges at være holdbart, hvis argumentet er gyldigt, samtidig med at alle præmisserne i argumentet er sande. (Hvis præmisserne i et gyldigt argument er sande, så er konklusionen nødvendigvis også sand.) Det ovenstående argument om Peter er holdbart, hvis det efter en nærmere undersøgelse viser sig at være sandt, at Peter er københavner, og at alle københavnere er danskere. Hvis det derimod viser sig, at Peter er en berliner - altså at den anden præmis er falsk - så er argumentet uholdbart.
Sandhed og falskhed er egenskaber ved udsagn. Gyldighed og ugyldighed er egenskaber ved argumenter.

## Argumenters logiske form
Argumenter kan inddeles i forskellige typer. En særlig argumenttype er den, der indeholder en særlig præmis, der indeholder ordene "hvis" og "så". En sådan præmis kaldes en implikation. En implikation kan f.eks. være: "Hvis det regner, så er min græsplæne våd." Eller sagt på en anden måde: "Hvis jeg med sikkerhed kan konstatere, at det regner, så kan jeg være sikker på, at min have er våd."
Ud fra implikationen kan man konstruere et argument:
- Præmis: Hvis det regner, er min græsplæne våd.
- Præmis: Det regner.
- Konklusion: Min græsplæne er våd.

Dette argument er gyldigt. Der sluttes korrekt fra præmisser til konklusion.
Argumenttypen kan formaliseret beskrives således:
- Præmis: Hvis A, så B
- Præmis: A
- Konklusion: Derfor B

Man siger, at alle argumenter af denne type har den samme logiske form uafhængigt af deres konkrete indhold. Alle argumenter af denne type er gyldige argumenter.
Et andet eksempel på et argument af den samme type, men med et andet indhold, er:
- Præmis: Hvis det er tirsdag i dag, så er det onsdag i morgen.
- Præmis: Det er tirsdag i dag.
- Konklusion: Det er onsdag i morgen.

Igen er argumentet gyldigt, for alle argumenter med denne logiske form er gyldige. Men at argumentet er gyldigt siger intet om, hvorvidt udsagnene i argumentet faktisk er sande. Gyldighed bruges som sagt om argumenter, mens sandhed bruges om udsagn (f.eks. "Det er tirsdag i dag").
Argumenter med den samme logiske form indeholder de samme logiske ord, de såkaldte konnektiver. I det ovennævnte argument er de logiske ord "hvis" og "så". Logiske ord er "hvis", "kun hvis", "så", "derfor" ("ergo"), "både", "og", "er", "ikke", "enten", "hverken", "eller", "alle" og "nogle". De logiske ord har at gøre med argumentets form og argumentets gyldighed. Men de har ikke at gøre med argumentets indhold. De logiske ord er konstanter, mens de ikke-logiske ord er variabler.
I argumentet om Peter er de logiske ord "alle” og "er". De ikke-logiske ord er "københavner", dansker" og "Peter" (argumentets indhold):
- Præmis: Alle københavnere er danskere.
- Præmis: Peter er københavner.
- Konklusion: Peter er dansker.

Dette argument har følgende logiske form:
- Præmis: Alle A er B
- Præmis: C er A
- Konklusion: Derfor er C B

Argumentet er gyldigt. Det betyder, at alle argumenter med denne logiske form er gyldige, f.eks. følgende argument, der har et andet indhold:
- Præmis: Alle mennesker er dødelige
- Præmis: Sokrates er et menneske
- Konklusion: Sokrates er dødelig

## Subjektive argumenter
Som sagt er et argument holdbart, når argumentet er gyldigt, samtidig med at alle præmisserne i argumentet er sande. Det kan imidlertid være vanskeligt at afgøre, om en præmis er sand. Det er ofte et subjektivt spørgsmål. Nazisterne mente, at alle jøder er mindreværdige og ikke skal behandles med respekt. Hvis de mødte jøden Aron Steinitz på gaden, så mente de, at de var i deres gode ret til at genere ham og behandle ham respektløst. Deres (ubevidste) argument lød således:
- Præmis: Jøder skal ikke behandles med respekt.
- Præmis: Aron Steinitz er en jøde.
- Konklusion: Aron Steinitz skal ikke behandles med respekt.

Argumentet er gyldigt: Hvis det er sandt, at jøder ikke skal behandles med respekt, og hvis det er sandt, at Aron Steinitz er en jøde, så skal Aron Steinitz med logisk nødvendighed ikke behandles med respekt. Men det kan i høj grad diskuteres, om den første præmis - "Jøder skal ikke behandles med respekt" - er sand, og om argumentet dermed er holdbart. Her er der tale om noget subjektivt, nemlig menneskesyn.
Der er mange udsagn, hvis sandhedsværdi ikke kan afgøres objektivt. Det gælder f.eks. udsagn inden for religion, politik og etik. Her er et eksempel på et argument inden for politik:
- Præmis: Alt, hvad USA gør, er rigtigt.
- Præmis: USA intervenerede militært i Vietnam.
- Konklusion: Det var rigtigt at intervenere militært i Vietnam.

Igen er der tale om et gyldigt argument. Og igen kan det diskuteres, om den første præmis er sand. Hvis man skal vurdere et arguments holdbarhed, så er det vigtigt at være opmærksom på, om man kan godtage præmisserne.
Subjektive udsagn er typisk udtryk for følelser hos den person, der fremsætter dem, og følelser er af natur subjektive. Derfor kan man aldrig fastslå subjektive argumenter som objektivt holdbare.

## Logikkens historie
Den første systematiske logiker var den græske filosof Aristoteles (384-322 f.Kr.), som anses for at være faderen til den klassiske logik. Hans teori om syllogismen har haft stor indflydelse på logikken. Fra ham stammer endvidere loven om ikke-modsigelse, som han formulerer således: "Det er umuligt, at det samme tilhører og ikke tilhører det samme på den samme tid og i den samme henseende."  Det er f.eks. logisk umuligt, at Peter både tilhører mængden af alle danskere og ikke tilhører mængden af alle danskere. Eller sagt på en anden måde: Det er logisk umuligt, at Peter både er dansker og ikke er dansker.
En anden vigtig logiker var den tyske matematiker og filosof Gottlob Frege (1848-1925), som anses for at være faderen til den moderne logik. I 1879 udgav han Begriffsschrift, som var en milepæl i logikkens historie, og som desuden fik betydning i matematik og datalogi. Frege var den første, der udviklede et formelt logisk sprog, hvorunder han gjorde rede for argumenters logiske form.
En anden vigtig repræsentant for den moderne logik var den engelske filosof Bertrand Russell (1872-1970), som blandt andet arbejdede med Russells paradoks, som handler om mængden af alle de mængder, der ikke er medlem af sig selv.

## Områder inden for logik
- Matematik
- Matematisk logik
- Prædikatslogik
- Domslogik
- Modallogik
  - Epistemisk logik
  - Temporal logik
  - Dynamisk logik

## Appendiks

### Udsagnslogik
Udsagnslogik (også kaldt "sætningslogik" eller "domslogik") er det område af logikken, hvor de argumenter, hvis gyldighed beror på de logiske ord (konnektiverne) studeres. Konnektiverne kan udtrykkes ved forskellige tegn, alt efter hvilket universitet man studerer ved.
- konjunktion (og): ᴧ eller • eller &
- disjunktion (eller): v
- negation (ikke): ¬ eller ~
- implikation (hvis...så): → eller ⊃
- biimplikation (A kun, og kun hvis, B): ↔ eller ≡
- konklusionsindikator (derfor): ∴ eller ├

Der findes en sandhedstabel for hvert enkelt konnektiv.
Hvis man f.eks. studerer de argumenter, der beror på de logiske ord "hvis" og "så" (implikationer), så kommer man frem til følgende sandhedstabel:
| Implikation |   |     |
| A           | B | A→B |
| S           | S | S   |
| S           | F | F   |
| F           | S | S   |
| F           | F | S   |

Et eksempel på en implikation er udsagnet: "Hvis det regner, så er gaden tør". I formelt sprog ser implikationen således ud: A{\displaystyle \rightarrow }B. Hvis A er sand (S), og B er sand, så gælder implikationen (A{\displaystyle \rightarrow }B) som værende sand. Det vil sige: Hvis det er sandt, at det regner, og hvis det er sandt, at gaden er våd, så gælder implikationen "Hvis det regner, så er gaden våd" som værende sand. (1. række).
Hvis det derimod er sandt, at det regner, men falsk (F), at gaden er våd, så gælder implikationen som værende falsk (usand), for implikationen siger jo, at hvis det regner, så er gaden våd. Hvis det er sandt, at det regner, så må det også være sandt, at gaden er våd. Implikationen kan ikke gælde som værende sand, hvis det regner, og gaden ikke er våd. (2. række).
Hvis det er falsk, at det regner, men sandt, at gaden er våd, så gælder implikationen stadig som værende sand, for implikationen siger kun, at hvis det regner, så er gaden våd. Den siger ikke, at hvis gaden er våd, så regner det. Implikationen går kun den ene vej. (3. række).
Hvis det er falsk, at det regner, og hvis det er falsk, at gaden er våd, så gælder implikationen stadig som værende sand, for implikationen udtaler sig ikke om den situation, hvor det ikke regner, og hvor gaden ikke er våd. (4. række).

#### Forklaring af den enkelte sandhedstabels struktur og indhold
| Type af konnektiv (f.eks. konjunktion)   |                                          |                                                                |
| Et udsagn                                | Et andet udsagn                          | Udsagnsresultatet                                              |
| Udsagnsværdi (sandt (S) eller falsk (F)) | Udsagnsværdi (sandt (S) eller falsk (F)) | Sandhedsværdi af udsagnsresultatet (sandt (S) eller falsk (F)) |
| Udsagnsværdi (sandt (S) eller falsk (F)) | Udsagnsværdi (sandt (S) eller falsk (F)) | Sandhedsværdi af udsagnsresultatet (sandt (S) eller falsk (F)) |
| Udsagnsværdi (sandt (S) eller falsk (F)) | Udsagnsværdi (sandt (S) eller falsk (F)) | Sandhedsværdi af udsagnsresultatet (sandt (S) eller falsk (F)) |
| Udsagnsværdi (sandt (S) eller falsk (F)) | Udsagnsværdi (sandt (S) eller falsk (F)) | Sandhedsværdi af udsagnsresultatet (sandt (S) eller falsk (F)) |

I dette tilfælde er der tale om en sandhedstabel med fire rækker og tre kolonner (som under "Konjunktion" (se nedenfor)).

#### Sandhedstabeller i filosofisk udsagnslogik

##### Konjunktion
Huskeregel for udsagnsresultatet: Det er kun sandt, hvis begge udsagn er sande.
| Konjunktion |   |     |
| A           | B | A∧B |
| S           | S | S   |
| S           | F | F   |
| F           | S | F   |
| F           | F | F   |

##### Disjunktion
Huskeregel for udsagnsresultatet: Det er kun falsk, hvis begge udsagn er falske.
| Disjunktion |   |     |
| A           | B | A∨B |
| S           | S | S   |
| S           | F | S   |
| F           | S | S   |
| F           | F | F   |

##### Negation
Huskeregel: Altid modsat.
| Negation |    |
| A        | ¬A |
| S        | F  |
| F        | S  |

##### Implikation
Huskeregel for udsagnsresultatet: Det er kun falsk, hvis A er sand, og B er falsk.
| Implikation |   |     |
| A           | B | A→B |
| S           | S | S   |
| S           | F | F   |
| F           | S | S   |
| F           | F | S   |

##### Biimplikation
Huskeregel for udsagnsresultatet: Det er kun sandt, hvis begge udsagn er ens.
| Biimplikation |   |     |
| A             | B | A↔B |
| S             | S | S   |
| S             | F | F   |
| F             | S | F   |
| F             | F | S   |

#### Eksempler på anvendelsen af sandhedstabeller
Bemærk at ".", "-" og "*" er placeret for at skabe et bedre overblik over udregningsprocessen.

"." bruges til at udregne "-", og "-" til at udregne "*".
```
a)     (A → B)  ᴧ  (A  ᴧ  ¬B)
A B
S S     S S S   F   S  F  F S
S F     S F F   F   S  S  S F
F S     F S S   F   F  F  F S
F F     F S F   F   F  F  S F
        . - .   *   .  -  .
```

```
b)       (A → (B v C)) → (A → (B ᴧ C))
A B C
S S S     S S  S S S   S  S S  S S S
S S F     S S  S S F   F  S F  S F F
S F S     S S  F S S   F  S F  F F S
S F F     S F  F F F   S  S F  F F F
F S S     F S  S S S   S  F S  S S S
F S F     F S  S S F   S  F S  S F F
F F S     F S  F S S   S  F S  F F S
F F F     F S  F F F   S  F S  F F F
          . -    .     *  . -    .
```

Bemærk at ".", "-" og "*" ikke bruges til udregninger på tværs af argumentets dele (adskilt af hhv. komma og konklusionsindikator).
```
c)      (A → B), ¬(A v B) ⊦ ¬(A ᴧ B)
A B
S S      S S S   F S S S    F S S S
S F      S F F   F S S F    S S F F
F S      F S S   F F S S    S F F S
F F      F S F   S F F F    S F F F
         . - .   * . - .    * . - .
```

Fremgangsmåde: Parenteser afvikles først. Hvis der er flere parenteser, afvikles parenteserne med negation først. Derefter bruges parentesernes værdier til at udregne sætningens hovedkonnektiv.
Metoden for sandhedstabeller kan bruges til at finde ud af, om argumenter er henholdsvis:
- tautologiske/valide: at alle udsagn er sande i sandhedstabellen.
- kontradiktoriske: at alle udsagn er falske i sandhedstabellen.
- konsistente: at det er muligt for alle udsagn at være sande på samme tid / at der findes mindst ét udsagnsresultat, hvor alle sætninger er sande på samme tid / at sammenlægningen af flere sætninger ikke leder til en kontradiktion.
- inkonsistente: at der ikke findes noget udsagnsresultat, hvor alle sætninger er sande på samme tid.
- ækvivalente: at flere sætninger har identiske værdier i sandhedstabellen.
- gyldige: at der ikke findes et modeksempel.
- ugyldige: at et modeksempel findes.

Rækkerne fra venstre til højre er hver især en mulighed, man udregner ved de givne sætninger.

### Prædikatslogik
Prædikatslogik bygger man oven på udsagnslogik og tilføjer to kvantorer:
- eksistenskvantoren (mindst én): ∃
- universalkvantoren (alle): ∀

Kvantorerne benyttes til at udtrykke mængder i formler.
Der er ækvivalente måder, hvorpå de to kvantorer kan bruges (dvs. tilsvarende måder at udtrykke noget på, via den ene eller den anden kvantor).
Måderne er følgende:
- ¬∀xGx (ikke alle er glade)
- ∃x¬Gx (mindst én er ikke glad)

og
- ∀x¬Gx (alle er ikke glade)
- ¬∃xGx (der er ikke mindst én, der er glad / ingen er glade)

Man udtrykker her egenskaber med stort bogstav, og substantiver med lille bogstav. I udsagnslogik kan det være omvendt.
Med prædikatslogik lærer man endvidere at teste udsagn, der indeholder disse kvantorer.
Her bruger man dog ikke sandhedstabeller, men såkaldte sandhedstræer, der er en anden metode.
Sandhedstræer bruger henholdsvis stablingsregler og forgreningsregler.

### Stablingsregler i filosofisk logik

#### Dobbelt negation
```
¬ ¬A
   A
```

#### Konjunktion
```
 AᴧB
  A
  B
```

#### Disjunktion
```
¬ (AvB)
   ¬A
   ¬B
```

#### Konditional
```
¬ (A→B)
    A
   ¬B
```

### Forgreningsregler i filosofisk logik

#### Konjunktion
```
¬ (AᴧB)
    ∧
  ¬A ¬B
```

#### Disjunktion
```
  AvB
   ∧
  A  B
```

#### Konditional
```
   A→B 
    ∧
  ¬A  B
```

#### Bikonditional
```
   A↔B
    ∧
  A   ¬A
  B   ¬B
```

#### Negeret bikonditional
```
 ¬ (A↔B)
     ∧
   A   ¬A
  ¬B    B
```

```
¬ (A↔B)
    ∧
 ¬A    A
  B   ¬B
```

### Sandhedstræer

#### Eksempel uden kvantorer
For overblikkets skyld er "A1-B2" placeret på venstre side og "1a-4b" placeret på højre side.
Hver side udregnes separat.
Venstre: Først A1-A2. Så B1-B2.
Højre: Først 1a-1b. Så 2a-2b. Osv.
```
                             ¬((pvq) ↔ ¬ (¬p ᴧ ¬q))
                    --------------------------------------
			              ∧
	   B1	         p v q			¬(p v q)	 1a
	  	    ¬¬(¬p ᴧ ¬q)			¬(¬p ᴧ ¬q)	    2a
	A1	      (¬p ᴧ ¬q)			¬p		 1b
	A2	             ¬p			¬q		 1b
	A2	             ¬q			 ∧		    2b
	   B2	              ∧		    ¬¬p    ¬¬q		       3a 4a
	         	    p   q	      p      q		       3b 4b
                            x   x             x      x
```

#### Eksempel med kvantorer
Tallene fra "1a" til "6b" er placeret på en måde, der giver et bedre overblik over udregningsprocessen.
1a er det første skridt, 1b det næste, dernæst 2a, 2b, 3a, 3b, osv.
```
∀x(Gx v Sx), ∃x¬Gx ∴ ∀xSx

	∀x(Gx v Sx)	        4a
	∃x¬Gx		    2a
	¬∀xSx		  1a	
	------------------
	∃xSx		  1b  3a
	¬Ga		    2b
	¬Sb		      3b
	Ga v Sa		        4b 5a
	Gb v Sb		             6a
	   ∧		           5b
	Ga   Sa
        x     ∧ 	             6b
	    Gb  Sb
                x
```

Fremgangsmåde: Man begynder med at opstille argumentet (over den stiplede linje).
Hver sætning (adskilt af et komma eller konklusionsindikatoren) sættes altså på hver sin linje.
Konklusionen får et negationstegn foran, da det søges at modvise argumentet ved at finde et modeksempel.

Herefter afvikles argumentet (under den stiplede linje) i følgende orden:
- andre konnektiver
- stablings- og forgreningsregler (stabling først for at undgå dobbeltarbejde)

En negeret kvantor omvendes til et ækvivalent udtryk for at fjerne negationen (se ækvivalente måder under "Kvantorer" ovenfor). Omvendingen skrives nederst i den foreløbige gennemgang.
Ved eksistenskvantoren skal man instantiere, dvs. fjerne kvantoren og dens x, og erstatte det resterende x med et lille bogstav (fra a til w). Instantieringen (det resterende store bogstav samt det nye lille bogstav) skrives så nederst i den foreløbige gennemgang. For hver instantiering skal et nyt lille bogstav bruges (som hverken findes i argumentets originale form eller blandt dem, der er brugt til at instantiere).
Ved universalkvantoren instantierer man også. Her instantierer man for samtlige små bogstaver, der pt. er i stykket. Per instantiering tager man dog ikke nye bogstaver i brug, men bruger af dem, der allerede findes (ét bogstav per linje/instantiering).
Instantieringerne skrives nederst i den foreløbige gennemgang.
Derefter gennemgår man stablings- og forgreningsregler for eventuelt uafviklede dele. Disse skrives nederst i den foreløbige gennemgang.
Til sidst kontrollerer man for modsigelser (f.eks. Sb og ¬Sb) via den korteste rute, man kan finde op gennem træet til toppen. Hvis man finder en modsigelse, så lukker man den gren, som modsigelsen findes i (ved at sætte x i bunden).
Metoden for sandhedstræer kan bruges til at finde ud af om sætninger/argumenter er henholdsvis:
- konsistente/gyldige/tautologiske: at alle grene lukkes i den negerede version.
- inkonsistente/ugyldige/kontradiktoriske: at en eller flere grene er åbne i den negerede form.
- ækvivalente: at alle grene lukkes i den negerede version af et bikonditionalt udsagn.
- kontingente: At et udsagn har mindst én gren åben i både dets normale og dets negerede form.